# Église Saint-Hilaire de Mouthiers-sur-Boëme
L'église Saint-Hilaire est une église catholique située à Mouthiers-sur-Boëme, en France.

## Localisation
L'église est située dans le département français de la Charente, sur la commune de Mouthiers-sur-Boëme.

## Historique
L'édifice, dont la construction s'est étalée entre les XIIe et XVe siècles, est classé au titre des monuments historiques en 1862.